# 重工大須病院
重工大須病院（じゅうこうおおすびょういん）は、愛知県名古屋市中区松原二丁目にある病院である。

## 概要
NTT西日本が運営していた企業立病院であったが、2021年（令和3年）9月30日をもって閉院し、NTT西日本より事業譲渡された医療法人桂名会が新たに大須病院と名称を改め開院した。

## 沿革
- 1971年（昭和46年）3月24日 - 東海逓信病院として開院。
- 1989年（平成元年）4月1日 - NTT東海総合病院に改称。
- 1999年（平成11年）7月1日 - NTT西日本東海病院に改称。
- 2021年（令和3年）
  - 9月30日 - 閉院。
  - 10月1日 - 医療法人桂名会大須病院として開院。
- 2024年（令和6年）1月 - 重工記念病院を統合し、重工大須病院に改称

## 診療科目
- 内科
- 小児科
- 外科
- 整形外科
- リハビリテーション科
- 皮膚科
- 泌尿器科
- 婦人科
- 眼科
- 耳鼻咽喉科
- 麻酔科

## 交通アクセス
- 名古屋市営地下鉄鶴舞線「大須観音駅」から徒歩で約10分。
- 名鉄名古屋本線「山王駅」から徒歩で約10分。